# Эсколано, Роман
Рома́н Эскола́но Олива́рес (исп. Román Escolano Olivares; род. 20 сентября 1965, Сарагоса) — испанский экономист. В 2014—2018 годах занимал должность вице-председателя Европейского инвестиционного банка. В 2018 году занимал должность министра экономии, промышленности и конкуренции Испании в правительстве Мариано Рахоя.

## Биография
В 1988 году Роман Эсколано получил диплом экономиста в Мадридском автономном университете, впоследствии окончил программу руководящих кадров предприятий в Бизнес-школе IESE при Наваррском университете.
В 2000—2004 годах Эсколано работал советником в области экономики у Хосе Марии Аснара на должности директора департамента экономики. В 2012—2014 годах Эсколано занимал должность президента Института государственного кредитования. В сентябре 2014 года занял пост вице-председателя Европейского инвестиционного банка, сменив на этом посту Магдалену Альварес, скомпрометировавшую себя в коррупционном скандале с пенсионными субсидиями в Андалусии.
7 марта 2018 года Роман Эсколано был назначен на должность министра экономики Испании на место Луиса де Гиндоса, избранного вице-председателем Европейского центрального банка. Подал в отставку вместе с правительством Мариано Рахоя 2 июня 2018 года по результатам голосования по вотуму доверия в Конгрессе депутатов Испании.